# 李承幹
李承幹（1888年8月—1959年1月15日），湖南长沙人，中国兵工专家。曾任中国國家計量局局長、全國人大預算委員會副主任委員。

## 生平
1906年赴日本留學，並加入同盟會。辛亥革命爆發後，輟學回國，於武昌從軍為黃興部署。後再次東渡日本，入東京帝國大學電器機械科學習。
1917年學成回國，因軍閥鬥爭而未能施展其才華。1918年先后任湖南省长公署实业科长兼技正、湖南省电灯公司工程师、湖北汉阳兵工厂电机课长兼汉阳兵工学校教官、福州电气公司工场部主任。
1927年北伐軍攻克南京，任金陵製造局工務科長，潛心研究槍械、彈藥製造，提出「釐定法規以明職責」；「革除陋習以防中飽」；「慎選材料以合規格」；「改善工作方法提高產品質量，礫碗員工研究」；「擴大工余教育，以培養其品格知識」；「改善員工生活，以勉其精誠合作」等諸項目標。
1929年任金陵兵工厂（原金陵製造局）工务处长时，李承干积极参与对青年工人的业余教育，在艺徒补习班和工人识图班里，任兼职教师。在担任金陵兵工厂厂长期间，新建校舍、增添教学设备、改进校务，补习班的规模不断扩大。抗戰初期，金陵兵工廠西遷重慶，改為兵工署二十一兵工廠（今臺灣國防部軍備局生產製造中心第205廠），李承幹仍任廠長，其研製寧造24式馬克沁重機槍、82迫擊炮等諸多武器，性能精良，享譽兵工界。當時若任公職人員，則必須加入國民黨，但他拒絕加入，並對元老張繼說：「余曾見若干黨員，所作所為均未遵照國父遺教，違反三民主義。余雖非黨員，但敢自誓所行所言，迄今未違反遺教及三民主義。」他曾三上國民黨辭呈，寧願不當廠長，也不願加入國民黨。當局後改定「技術人員應篤信三民主義，不必一定入黨」。他才未離職。
金陵兵工厂西迁重庆后于1939年1月恢复艺徒补习班，一个月后改名为工人补习学校，校长由李承干兼任。1940年9月18日，第二十一兵工厂工人补习学校奉命改为兵工署第十一技工学校，校长仍由李承干兼任，校务主任为张禄康。第十一技工学校对外又称士继公学，是重庆理工大学前身。
1946年4月被任命为兵工署副署长兼二十一兵工厂厂长，6月又兼任兵工署四川办事处主任，1947年3月辞去厂长职务。1948年8月任永利公司协理兼永利铔厂厂长。
1949年9月，任政协“国旗国徽国都纪年方案”审查委员会委员，当选中国人民政治协商会议第一届委员会委员。10月1日，登上天安门城楼，参加中华人民共和国开国大典。1950年10月，被选为南京市人民政府委员，1952年1月，任南京市建设委员会主任。1951年6月，参加中国民主建国会，其后当选民建中央委员、常委。1954年9月，出席中华人民共和国全国人民代表大会第一次全体会议，被选为预算委员会副主任委员。1955年1月任国家计量局首任局长。1959年1月15日22时50分在北京病逝。葬于北京市八宝山革命公墓。